# 菖蒲あや
菖蒲 あや（しょうぶ あや、1924年1月20日 - 2005年3月7日）は、東京都出身の俳人。東京府葛飾生まれ。尋常高等小学校を卒業後、日立亀戸工場に勤める。1947年、職場の句会で岸風三楼に出会い師事。風三楼の所属する「若葉」に入会し富安風生に師事。1953年、風三楼の「春嶺」創刊に参加、発行事務を担当。1967年、句集『路地』で第7回俳人協会賞を受賞。1997年、風三楼の後に主宰を継いだ宮下翠舟の死去により、「春嶺」主宰を継承。他の句集に『あや』『鶴の天』など。「俳句は履歴書」とする風三楼の向日性俳句を受け継ぎ、生い立ちや生活を詩情豊かに詠んだ。代表句に「路地に生れ路地に育ちし祭髪」「野菊摘み来世は父母に甘えたき」などがある。